# Wolga spinifera
Wolga spinifera är en hjuldjursart som först beskrevs av Western 1894.  Wolga spinifera ingår i släktet Wolga och familjen Trichotriidae. Inga underarter finns listade i Catalogue of Life.